# Синкретизм (лингвистика)
Синкрети́зм (греч. συγκρητισμός) — постоянное объединение в одной форме нескольких значений или компонентов значения, разделённых между разными формами в случаях, соотносимых с данным, или на более ранних этапах истории языка. Синкретические формы могут трактоваться как многозначные (полифункциональные) или омонимичные.
Синкретизмом также может называться кумуляция грамматических значений — выражение нескольких граммем различных грамматических категорий одним нечленимым показателем (например, в рус. зима окончание -а кумулятивно выражает значения именительного падежа и единственного числа).

## Синкретизм в подсистемах языка
В лексике под синкретизмом может пониматься нерелевантность тех или иных дифференциальных признаков значения для данной лексемы.
Так, для рус. тётя, дядя не имеет значения признак 'кровное родство vs. свойство', для рус. родители — признак 'пол'.
В морфологии синкретизм понимается как особенность структуры парадигмы, состоящая в омонимии означающих различных граммем в ней, к примеру падежный синкретизм — совпадение форм именительного и винительного падежей у рус. стол, море, мышь в отличие от существительных других словоизменительных типов (мама, отец).
Синкретизм может иметь место и в синтаксисе.

## Синкретизм и нейтрализация
Синкретизм может пониматься как нейтрализация противопоставления, в том числе фонемного. Однако существует точка зрения, согласно которой понятия синкретизма и нейтрализации следует различать: синкретизм рассматривается как необратимый сдвиг в парадигматике языка, существующий в самой языковой системе, а нейтрализация — как живой процесс в синтагматике (при использовании единиц языка в речи).